# 1304

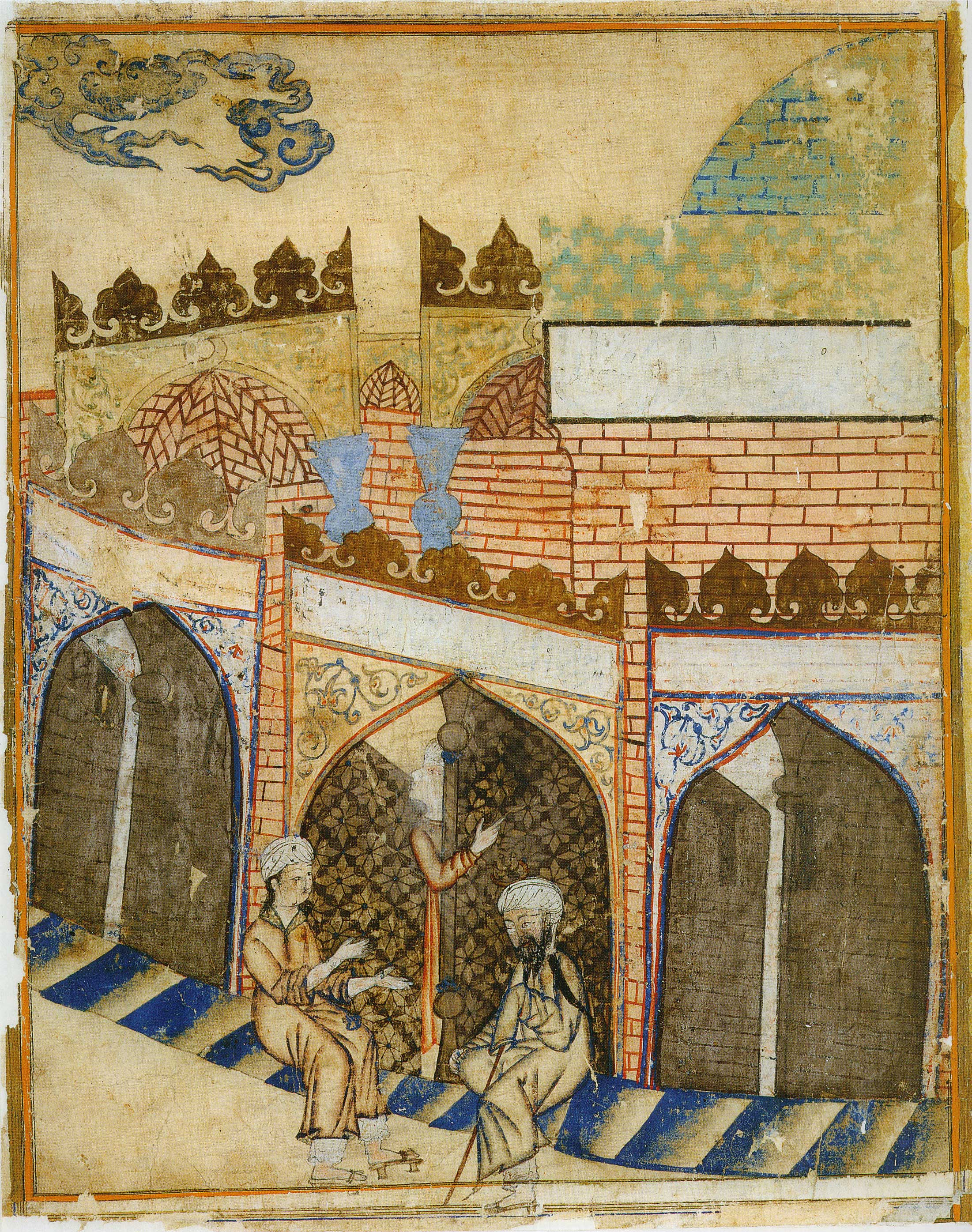
mausoleum van Ghazan

Het jaar 1304 is het 4e jaar in de 14e eeuw volgens de christelijke jaartelling.

## Gebeurtenissen
februari
- 11 - In de bul Dum levamus wordt de orde der Servieten van Maria officieel erkend door paus Benedictus XI

mei
- 8 - In de eerste Gildebrief wordt het stadsbestuur van Utrecht overgedragen aan de gilden.

juli
- 10 - Begin van het conclaaf na de dood van paus Benedictus XI. Er ontstaat een patstelling tussen pro-Franse en anti-Franse kardinalen.
- juli - Beleg van Schoonhoven: Willem van Holland belegert de stad Schoonhoven dat de kant van Vlaanderen in het Vlaams-Hollandse conflict heeft gekozen. De stad geeft zich over.

augustus
- 10 en 11 - Slag bij Zierikzee: De gezamenlijke Franse en Hollandse vloot verslaan de Vlamingen in de Gouwe bij Zierikzee. Gwijde van Namen, zoon van graaf Gwijde van Dampierre, wordt gevangengenomen en het Vlaamse Beleg van Zierikzee wordt opgebroken.
- 15 - Begin van de Brugse Belofte, een jaarlijkse processie op 15 augustus
- 18 - Slag bij Pevelenberg: Veldslag tussen de Fransen onder Filips IV en de Vlamingen onder Willem van Gulik, formeel een Franse overwinning maar feitelijk onbeslist.

september
- 23 - Een Vlaamse delegatie begint vredesonderhandelingen met de Franse koning Filips de Schone.

december
- 2 - Graaf Rupert V van Nassau sneuvelt in Bohemen.

zonder datum
- Slag bij Skafida: De Bulgaren verslaan Byzantium. Bulgarije herwint Thracië.
- Verdrag van Torrellas: Castilië en Aragon komen nieuwe grenzen overeen in Andalusië na de Aragonese verovering van Murcia.
- Eduard I van Engeland belegert Stirling Castle en neemt het in.
- Slag bij Manpad: De Hollanders onder Witte van Haemstede verslaan de Vlamingen onder Gwijde van Namen. Vermoedelijk legendarisch
- De Linge wordt bij Tiel afgedamd.
- oudst bekende vermelding: Kloosterwijtwerd

## Opvolging
- Anhalt-Aschersleben - Otto I opgevolgd door zijn zoon Otto II
- Gorizia - Albert I opgevolgd door zijn zoon Hendrik III
- Holland en Henegouwen - Jan II van Avesnes opgevolgd door zijn zoon Willem I/III
- Il-khanaat (Iran) - Ghazan opgevolgd door Öljaitü
- Keulen - Wigbold I van Holte opgevolgd door Hendrik II van Virneburg
- Rodez - Hendrik II opgevolgd door Cecilia

## Afbeeldingen

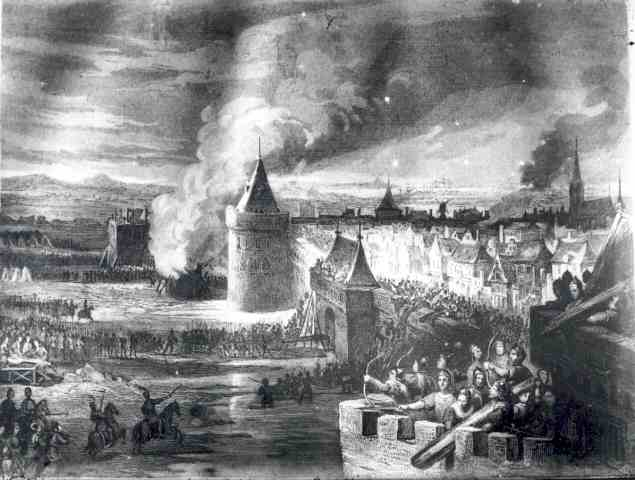
Beleg van Zierikzee
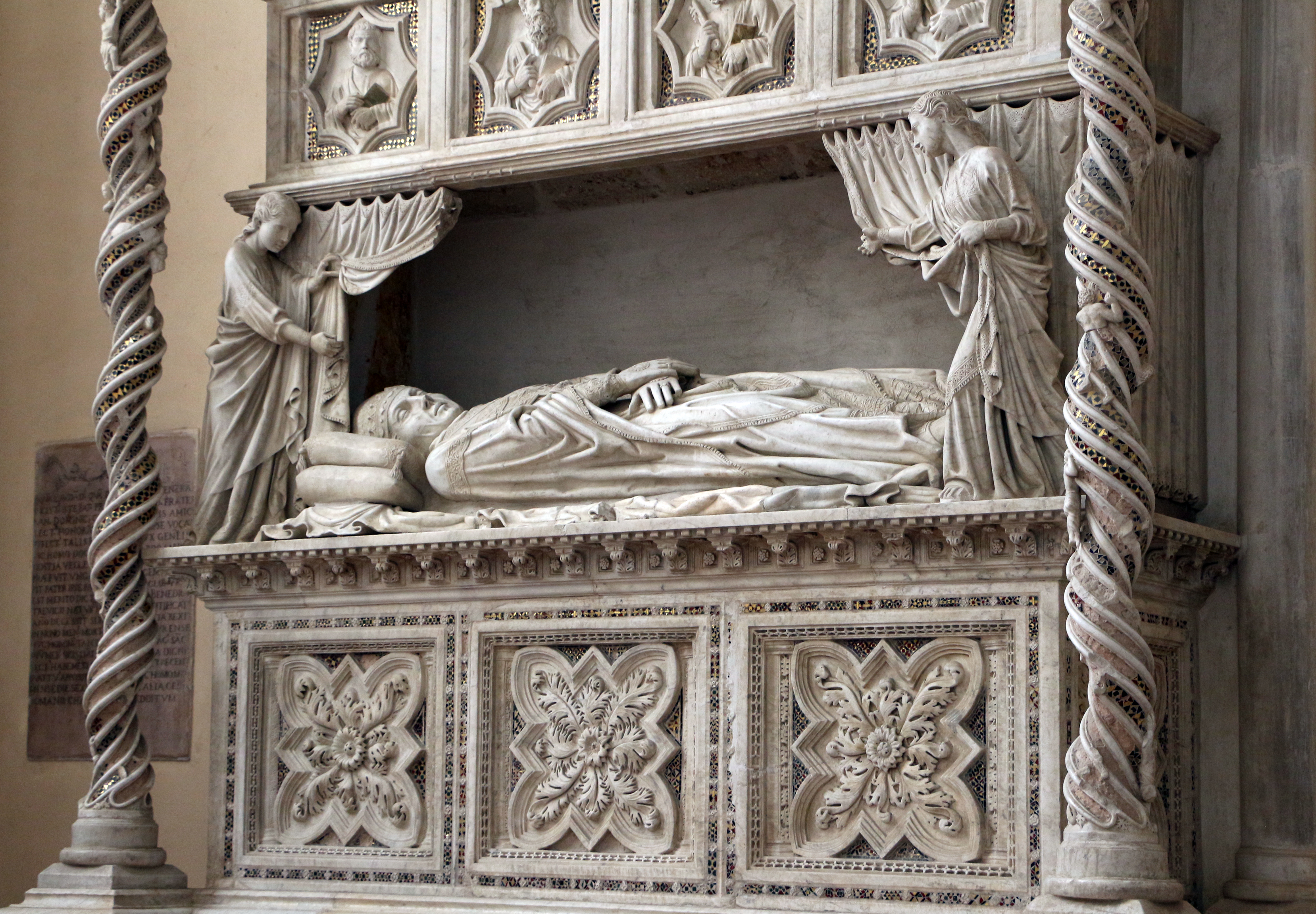
graftombe van Benedictus XI
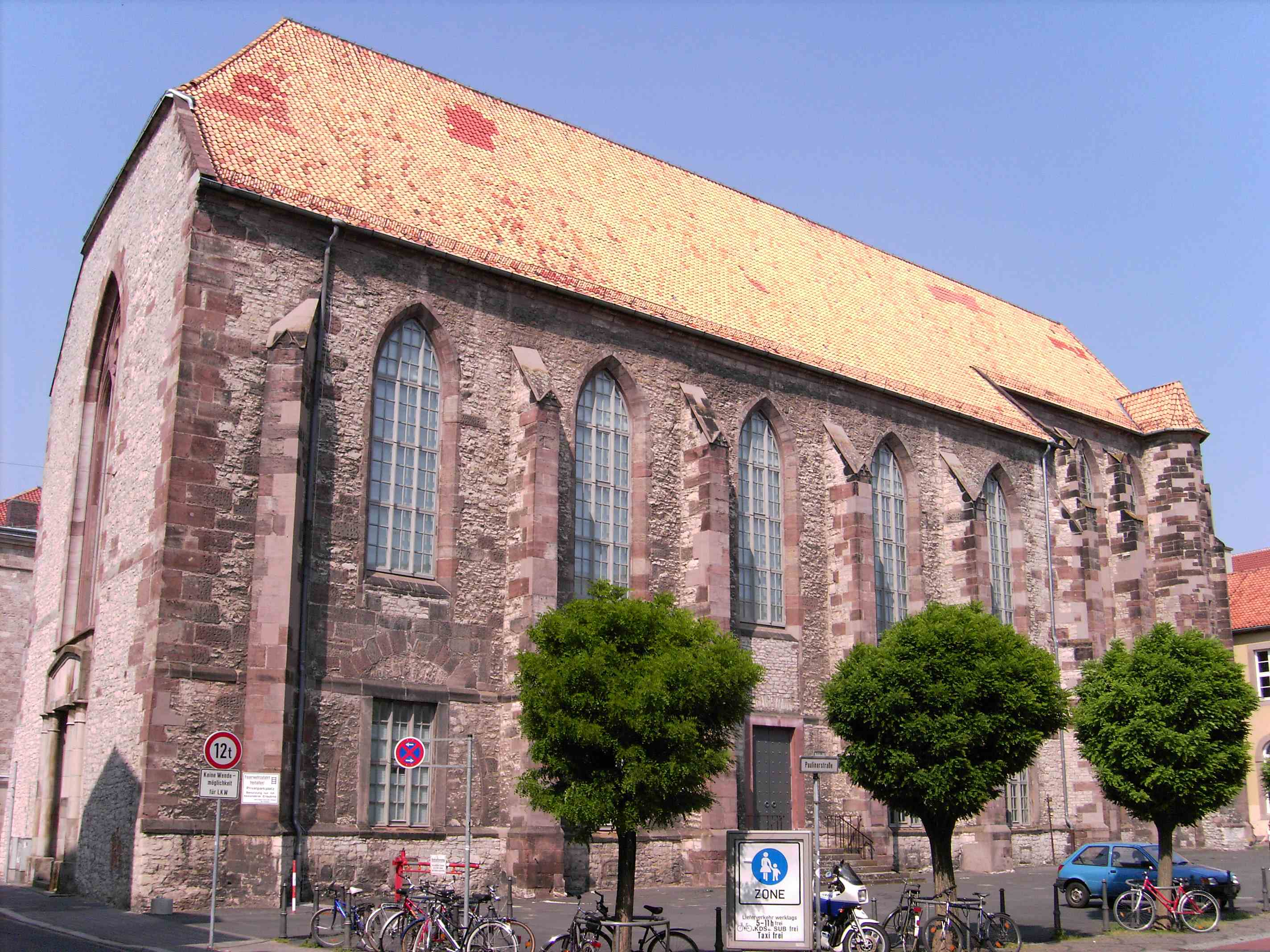
Paulinerkirche, Göttingen, voltooid 1304

## Geboren
- 20 juli - Francesco Petrarca, Italiaans dichter schrijver

zonder datum
- Engelbert III van der Mark, prinsbisschop van Luik en aartsbisschop van Keulen
- Günther XXI van Schwarzburg, tegenkoning van Duitsland (1349)
- Ibn al-Shatir, Arabisch astronoom
- Ibn Battuta, Marokkaans ontdekkingsreiziger
- Lodewijk Heyligen, Belgisch monnik
- Maria van Luxemburg, echtgenote van Karel IV van Frankrijk
- Lodewijk II van Nevers, graaf van Vlaanderen (1322-1346) (jaartal bij benadering)
- Magnus I van Brunswijk, Duits edelman (jaartal bij benadering)
- Peter II van Sicilië, koning van Sicilië (1337-1342) (jaartal bij benadering)
- Walram van Gulik, aartsbisschop van Keulen (jaartal bij benadering)
- Wouter VI van Brienne, Frans edelman (jaartal bij benadering)

## Overleden
- 20 maart - Willem II van Egmont, Hollands edelman
- 26 maart - Wigbold I van Holte, aartsbisschop van Keulen
- 30 maart - Wouter II van Egmont (~75), Hollands edelman
- 1 april - Albert I, graaf van Gorizia
- 27 april - Petrus Armengol (~65), Spaans monnik
- april - Robert de Brus, Schots edelman
- 11 mei - Ghazan, Il-khan (1295-1304)
- 25 juni - Otto I van Anhalt, Duits edelman
- 7 juli - Paus Benedictus XI (~63), paus (1303-1304)
- 16 augustus - Jan III van Renesse, Zeeuws edelman
- 16 augustus - Jan II van der Lede, Gelders edelman
- 17 augustus - Go-Fukakusa (61), keizer van Japan (1246-1259)
- 18 augustus - Willem van Chalon, graaf van Auxerre
- 18 augustus - Willem van Gulik de Jongere (~28), proost van Sint-Servaas
- 22 augustus - Jan II van Avesnes (~57), graaf van Henegouwen (1280-1304) en Holland (1299-1304)
- 29 september - Agnes van Brandenburg (~47), echtgenote van Erik V van Denemarken
- ca. 29 september - John de Warenne (~73), Engels edelman
- 11 oktober - Koenraad II met de Bult, Pools edelman
- 2 december - Rupert V van Nassau (24), graaf van Nassau

zonder datum
- Hendrik I van Holstein, Duits edelman
- Koenraad I van Brandenburg, Duits edelman
- Willem II van Horne, Brabants edelman

## Trivia
- Gijsbrecht van Aemstel van Joost van den Vondel speelt in het jaar 1304.